# Mezőfalva
Mezőfalva je vas na Madžarskem, ki upravno spada pod podregijo Dunaújvárosi Županije Fejér.